# NGC 2333
NGC 2333 في الفهرس العام الجديد، هي مجرة، تقع في كوكبة التوأمان. اكتشفت في 4 فبراير 1793 بواسطة ويليام هيرشل.

## روابط خارجية
- NGC 2333 على موقع ويكي سكاي: DSS2, SDSS, GALEX, IRAS, Hydrogen α, X-Ray, Astrophoto, Sky Map, Articles and images